# Активација Microsoft производа
Активација Microsoft производа је ДРМ технологија коју користи Microsoft у неколико својих компјутерских софтверских програма, пре свега у оперативном систему Windows и пакету Office. Процедура спроводи усаглашеност са уговором о лиценцирању за крајњег корисника програма тако што се Microsoft-у преносе информације о кључу производа који се користи за инсталирање програма и хардверу рачунара корисника, спречавајући или потпуно спречавајући коришћење програма док се не потврди валидност лиценце. 
Процедура је наишла на значајне критике многих потрошача, техничких аналитичара и стручњака, који тврде да је лоше дизајнирана, веома незгодна и да на крају не чини ништа да спречи софтверску пиратерију.  Процес је у више наврата успешно заобиђен. 

## Процес

### Пре активације
Када активирају Windows, од корисника се често тражи да унесу шифру производа, која се обично добија уз оперативни систем или је унапред инсталирана на уређају. Многи људи су питали како да пронађу кључ производа за Windows 10 Архивирано на веб-сајту  (21. јануар 2025) . Међутим, може се користити неколико метода за опоравак шифре производа, као што је провера оригиналног паковања, потврда е-поште или алати треће стране.
Када се инсталира малопродајна копија Windows-а или Office-а, од корисника се тражи да унесе јединствени кључ производа који се налази на сертификату о аутентичности приложеном програму, који се касније верификује током активације.  Након инсталације није потребна тренутна активација, али програм мора бити активиран у одређеном временском периоду да би наставио да правилно функционише. Током овог грејс периода, корисник ће се периодично подсећати да активира програм, а упозорења ће временом постајати све чешћа. 
Одређене верзије оперативног система Windows и Office доступне су под количинском лиценцом, где се један кључ производа користи за више инсталација. Програми купљени под овом лиценцом и даље морају бити активирани, са изузетком Windows XP-а и свих верзија Office-а издатих пре Office 2010.    Предузећа која користе овај систем лиценцирања имају опцију да користе Microsoft-ове сервере за активацију или да креирају и управљају сопственим. 
Ако је оригинални ОЕМ унапред инсталиран на рачунару, оперативни систем се аутоматски активира без потребе за интеракцијом корисника.  У овом случају, копија инсталираног оперативног система Windows не користи шифру производа наведену у сертификату о аутентичности, већ главни кључ производа који се издаје ОЕМ-има који се зове системски закључан пре-инсталацијски кључ (СЛП). Приликом сваког покретања, Windows потврђује присуство одређених информација које произвођач чува у БИОС-у, осигуравајући да активација остане важећа само на том рачунару, чак и ако се кључ производа користи на другој машини. 

### После грејс периода
Ако се активација не изврши у грејс периоду или не успе због нелегалног или неважећег кључа, кориснику ће бити наметнута следећа ограничења:
- У Windows XP, Windows Server 2003 и Windows Server 2003 R2, након грејс периода од 30 дана, оперативни систем се уопште не може користити док се процес активације не заврши успешно. [9] [10]
- У оперативном систему Виндовс Виста РТМ, након грејс периода од 30 дана, оперативни систем ће се покренути само у режиму смањене функционалности. Смањена функционалност варира у зависности од тога да ли је оперативни систем једноставно неспособан или је прошао неуспешну активацију. У првом случају, уграђене игре и премијум функције као што је Виндовс Аеро су онемогућене, а систем се поново покреће сваких сат времена; у последњем случају, одређене премиум функције су онемогућене и неки садржај није доступан са Виндовс Упдате-а . [11] [12]
- У Виндовс- у Виста СП1, Виндовс Виста СП2, Виндовс 7, Виндовс Сервер 2008 и Виндовс Сервер 2008 Р2, након грејс периода од 30 дана (60 дана за Виндовс Сервер 2008), оперативни систем ће приказати обавештење у којем се наводи да копија Виндовс-а није оригинална и подешена позадина радне површине постаје црна. Ово укључује омогућавање преузимања само критичних и безбедносних ажурирања са Виндовс Упдате-а и давање периодичних подсетника за активацију оперативног система. Међутим, оперативни систем иначе функционише нормално. [4] [11] [13] [14] [15]
- У Виндовс 8, Виндовс 8.1, Виндовс 10, Виндовс 11, Виндовс Сервер 2012, Виндовс Сервер 2012 Р2 и Виндовс Сервер 2016, 30-дневни грејс период је уклоњен. Ако оперативни систем није активиран, постоји водени жиг који приказује издање Виндовс-а или порука која каже кориснику да активира Виндовс на радној површини. Функције персонализације као што је промена позадине су онемогућене. У Виндовс 8 и 8.1, могућност промене позадине радне површине је и даље могућа, међутим промена боје и дизајна почетног екрана и позадина закључаног екрана су онемогућени. Такође се повремено појављују обавештења која говоре кориснику да се активира. Међутим, оперативни систем иначе функционише нормално. [16]
- У канцеларији КСП, Оффице 2003, Канцеларија 2007, Канцеларија 2010. и Оффице 2013, након грејс периода од 30–60 дана за Оффице 2010 и 14–60 дана у Оффице 2013 или отварања програма 25 пута за Оффице 2007 и 50 пута за Оффице 2003 и КСП и 10 пута за Висио 2002, програми ће ући режим смањене функционалности, где се датотеке могу прегледати, али не и уређивати. [2] [6] [17] [18] [19]